# Manarola
Manarola es un pequeño pueblo, una fracción del municipio de Riomaggiore, en la provincia de La Spezia (Liguria, norte de Italia) sobre el Mar de Liguria. 
Forma parte de un grupo de pueblos costeros muy frecuentados por turistas que recibe el nombre de Cinque Terre nombrados Patrimonio de la Humanidad.
Parece ser que Manarola es la más vieja de las ciudades de las Cinque Terre, como atestigua una piedra angular de la iglesia de San Lorenzo que data de 1160. El dialecto local es el manarolese, ligeramente diferente de los dialectos de la zona.
Las industrias primarias de Manarola han sido tradicionalmente la pesca y la viticultura. El vino local, llamado Sciacchetrà, es especialmente renombrado; hay referencias en fuentes romanas a la gran calidad del vino producido en la región. En los últimos años, Manarola y sus ciudades vecinas se han convertido en destinos turísticos muy populares, sobre todo en los meses de verano. Algunas atracciones turísticas de la región son una famosa senda que une, por la costa, Manarola y Riomaggiore (llamada Via dell'Amore, "Camino del amor") y rutas por las colinas y viñedos que rodean el pueblo.

## Galería fotográfica

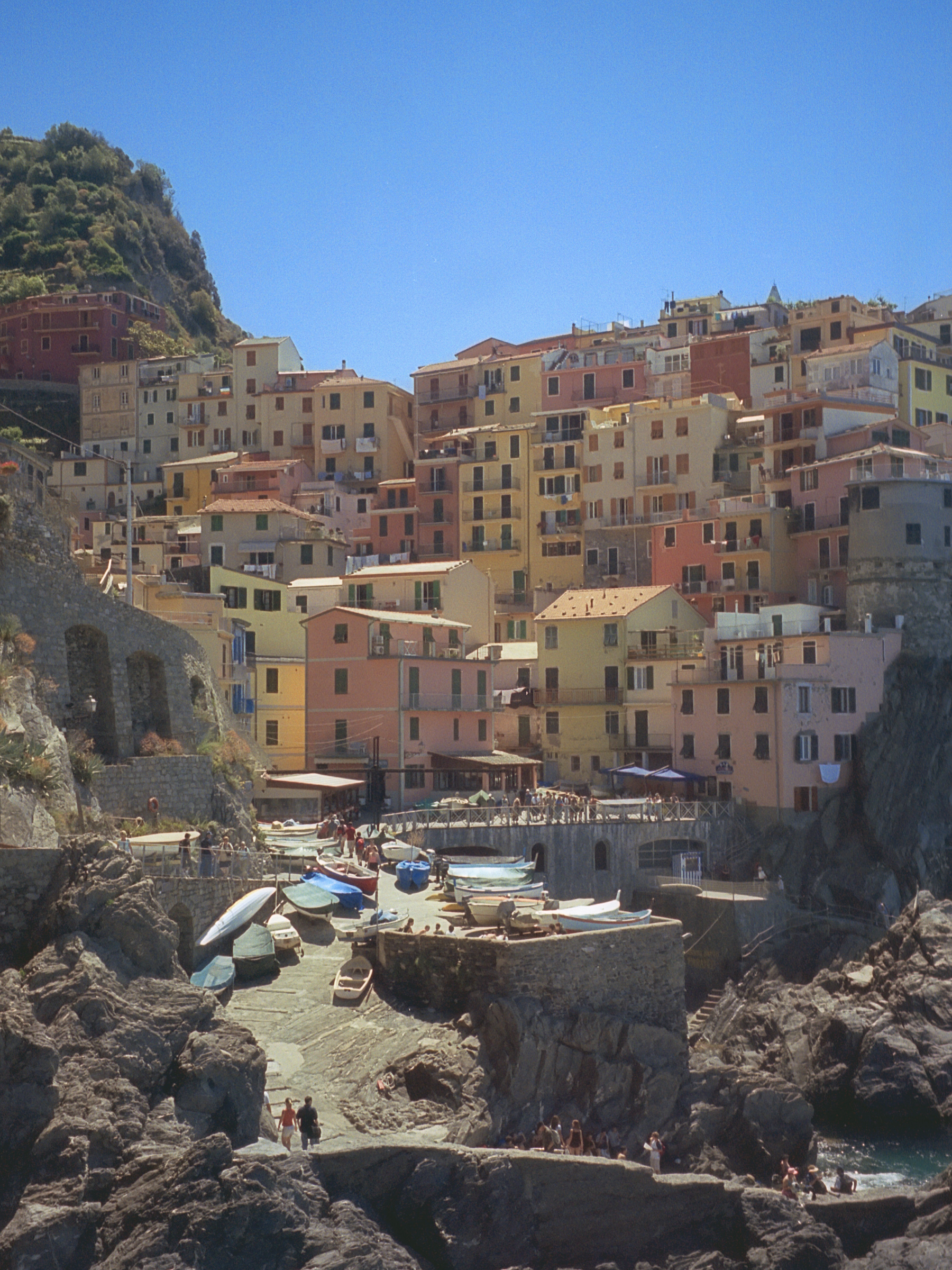
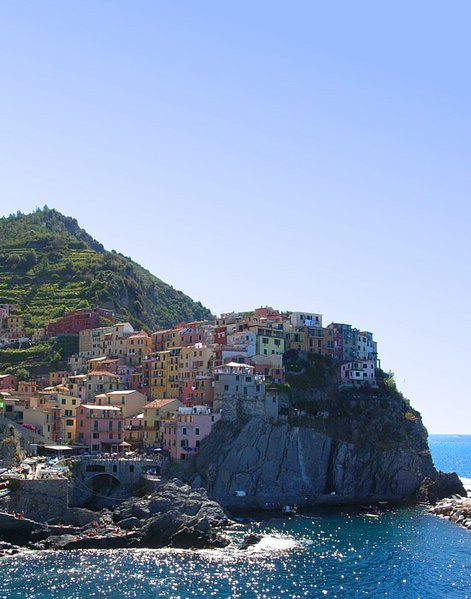
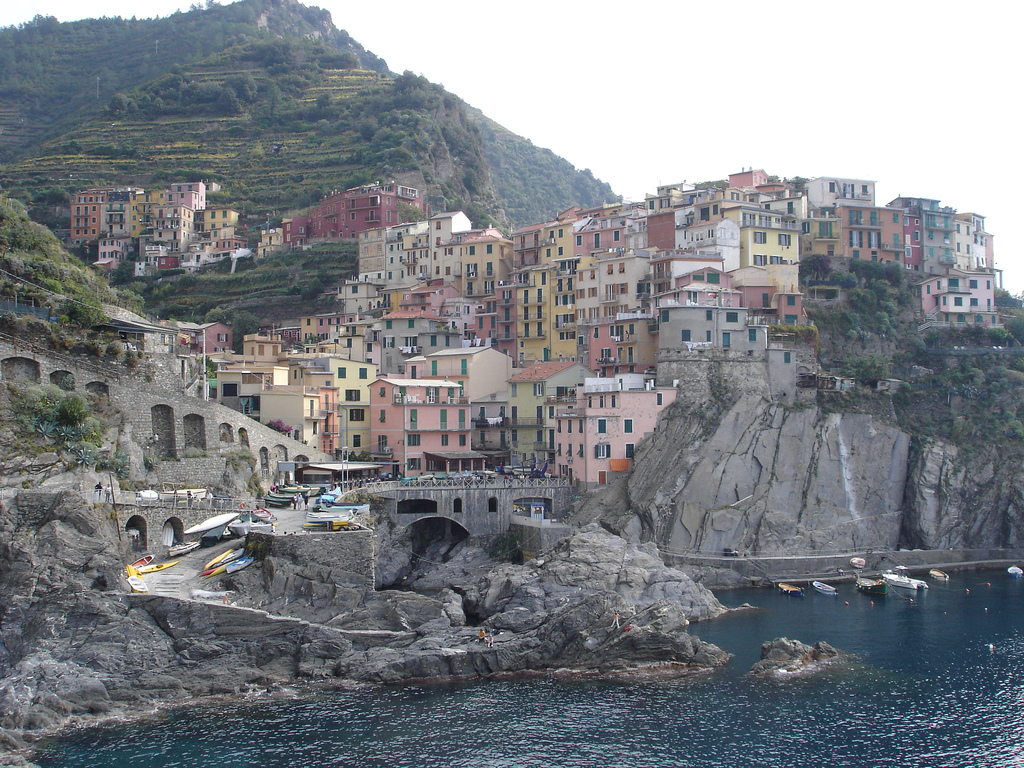
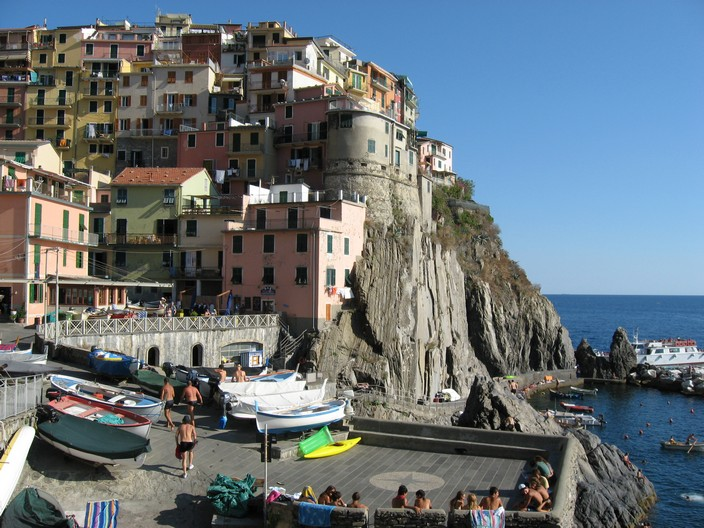
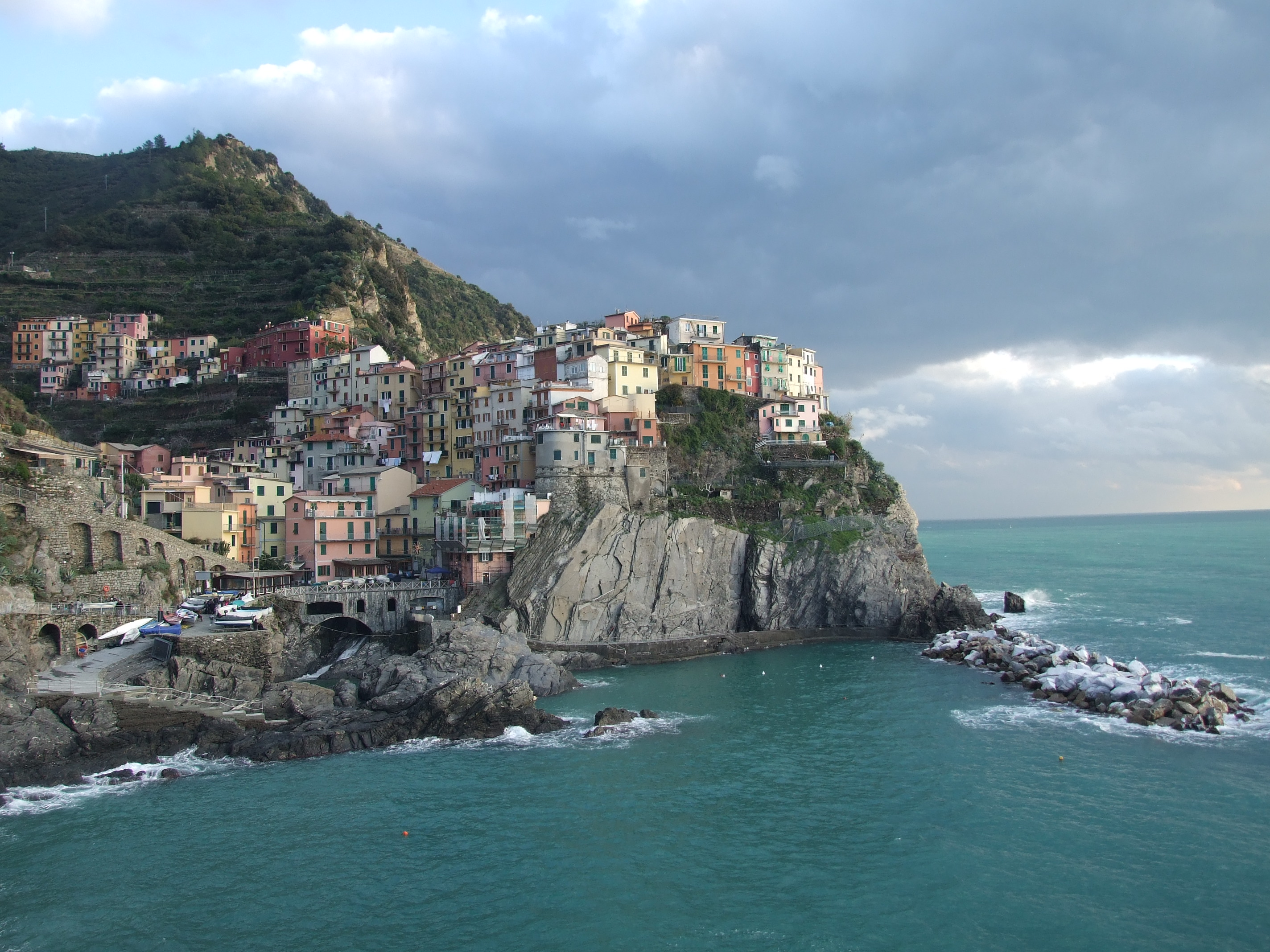